# Mariza
Marisa dos Reis Nunes, znana jako Mariza (wym. [mɐˈɾizɐ], ur. 16 grudnia 1973 w Maputo) – portugalska pieśniarka fado.

## Życiorys

### Kariera
Będąc dzieckiem przeprowadziła się z Afryki do Europy, w Portugalii doskonaliła swój warsztat wokalny. Otrzymała nagrodę „Voice of Fado” od portugalskiej stacji radiowej Central FM.
Wykonała wspólnie ze Stingiem piosenkę „A Thousand Years”, nieformalny hymn Igrzysk Olimpijskich 2004 w Atenach.
Pierwszy album, zatytułowany Fado em mim, wydała w 2001. Okazał się on hitem na lokalnym rynku i otrzymał poczwórną platynową płytę. Krytycy i prasa zgodnie ogłosili narodziny nowej gwiazdy muzyki fado.
W 2003 otrzymała nagrodę BBC dla najlepszego europejskiego wykonawcy (Best European World Music Artist Award). Z kolei w 2007 jej płyta Concerto em Lisboa zdobyła nominację do Latin Grammy w kategorii: „Best Folk Album”.
Mariza koncertowała w Ameryce Łacińskiej, Stanach Zjednoczonych i wielu krajach Europy, w tym w Polsce.

### Koncerty w Polsce
Mariza wielokrotnie występowała z koncertami w Polsce. Poniższy spis uwzględnia wszystkie występy piosenkarki.
- 10 marca 2003 – Wrocław, Centrum Sztuki Impart, XXIV Przegląd Piosenki Aktorskiej
- 25 czerwca 2005 – Wrocław, Rynek, Wrocław Non Stop 2005 − Festiwal Młodej Sztuki
- 22 lutego 2007 – Warszawa, Sala Kongresowa, Era Jazzu
- 3 czerwca 2007 – Szczecin, dziedziniec Zamku Książąt Pomorskich, Szczecin Music Fest
- 29 maja 2010 – Wrocław, Hala Stulecia, Ethno Jazz Festival
- 31 maja 2010 – Warszawa, Sala Kongresowa, Deutsche Bank Invites
- 2 czerwca 2010 – Szczecin, dziedziniec Zamku Książąt Pomorskich, Szczecin Music Fest
- 13 lutego 2011 – Tournee Tournee TERRA + Fado Tradicional, Gdynia, Hala Widowiskowo-Sportowa
- 15 lutego 2011 – Tournee TERRA + Fado Tradicional, Zabrze, Dom Muzyki i Tańca
- 27 maja 2013 – Warszawa, Sala Kongresowa
- 28 listopada 2016 – Tournee MUNDO, Warszawa, Hala Torwar
- 29 listopada 2016 – Touurnee MUNDO, Wrocław, Hala Orbita
- 30 listopada 2016 – Touurnee MUNDO, Bielsko Biała, Kościół św. Maksymiliana w Aleksandrowicach
- 25 października 2019 - Poznań, Sala Ziemi
- 22 stycznia 2024 -Poznań Sala Ziemi
- 13 lipca 2024 - Grudziądz VII Festiwal Fado, CK Teatr
- 30 listopada 2024 - Wrocław, Narodowe Forum Muzyki

## Dyskografia

### Albumy studyjne
- Fado em Mim (2002)
- Fado Curvo (2003)
- Live in London (2005)
- Transparente (2005)
- Concerto em Lisboa (2006)
- Terra (2008) – złota płyta w Polsce[1]
- Fado Tradicional (2010)
- Mundo (2015)